# Jamie Leweling
Jamie Leweling (Nürnberg, 2001. február 26. –) német profi labdarúgó, aki támadó középpályásként, jobbszélsőként vagy csatárként játszik Bundesligában a VfB Stuttgartban, és a német válogatottban.
Leweling a német másodosztályban a Greuther Fürth csapatában debütált .2019. július 28-án, Tobias Mohr helyére érkezett csereként a 85. percben állt be az Erzgebirge Aue elleni hazai mérkőzésen, amely egy 0–2-ás vereséggel végződött.
2022. május 17-én megerősítették, hogy Leweling csatlakozik a Bundesligában szereplő Union Berlinhez.
2023. július 13-án Leweling kölcsönbe szerződött a VfB Stuttgarthoz. 2024. május 19-én véglegesen csatlakozott a Stuttgarthoz, és egy 2028 júniusáig szóló szerződést írt alá.
Leweling Németországban született, német és ghánai származású. 2020 októberében behívták a ghánai válogatottba.
2024 októberében Julian Nagelsmann szövetségi kapitány a sérült Jamal Musiala helyére hívta be a nemzeti csapatba Bosznia-Hercegovina és Hollandia elleni UEFA Nemzetek Ligája- mérkőzésekre. Október 14-én debütált, és ő szerezte a hollandok elleni meccs egyetlen találatát.

## Karrierstatisztikák
Meccsek 2024. október 29-ig.
| Klub                       | Szezon  | Bajnokság     | Bajnokság | Bajnokság | DFB-Pokal | DFB-Pokal | Nemzetközi szereplés | Nemzetközi szereplés | Egyéb | Egyéb | Összes | Összes |
| Klub                       | Szezon  | Osztály       | Meccs     | Gól       |           | Gól       | Meccs                | Gól                  | meccs | Gól   | Meccs  | Gól    |
| -------------------------- | ------- | ------------- | --------- | --------- | --------- | --------- | -------------------- | -------------------- | ----- | ----- | ------ | ------ |
| Greuther Fürth             | 2019–20 | 2. Bundesliga | 22        | 3         | 1         | 0         | —                    | —                    | —     | —     | 23     | 3      |
| Greuther Fürth             | 2020–21 | 2. Bundesliga | 24        | 1         | 3         | 0         | —                    | —                    | —     | —     | 27     | 1      |
| Greuther Fürth             | 2021–22 | Bundesliga    | 33        | 5         | 1         | 0         | —                    | —                    | —     | —     | 34     | 5      |
| Greuther Fürth             | Összes  | Összes        | 79        | 9         | 5         | 0         | —                    | —                    | —     | —     | 84     | 9      |
| Union Berlin               | 2022–23 | Bundesliga    | 16        | 1         | 2         | 0         | 7                    | 0                    | —     | —     | 25     | 1      |
| VfB Stuttgart (kölcsönben) | 2023–24 | Bundesliga    | 34        | 4         | 4         | 0         | —                    | —                    | —     | —     | 38     | 4      |
| VfB Stuttgart              | 2024–25 | Bundesliga    | 8         | 1         | 2         | 0         | 3                    | 0                    | 1     | 0     | 14     | 1      |
| Összes                     | Összes  | Összes        | 137       | 15        | 13        | 0         | 10                   | 0                    | 1     | 0     | 161    | 15     |

1. ↑  Appearances in UEFA Europa League
2. ↑  Appearances in UEFA Champions League
3. ↑  Appearance in DFL Supercup

## Fordítás
Ez a szócikk részben vagy egészben  a   Jamie Leweling című angol Wikipédia-szócikk ezen változatának fordításán alapul.  Az eredeti cikk szerkesztőit annak laptörténete sorolja fel. Ez a jelzés csupán a megfogalmazás eredetét és a szerzői jogokat jelzi, nem szolgál a cikkben szereplő információk forrásmegjelöléseként.